# Le Vidourle
Le Vidourle este o arie protejată (sit de importanță comunitară — SCI) din Franța întinsă pe o suprafață de 209 ha, integral pe uscat.

## Localizare
Centrul sitului Le Vidourle este situat la coordonatele 43°44′28″N 4°08′16″E / 43.74111°N 4.13778°E.

## Înființare
Situl Le Vidourle a fost declarat arie specială de conservare în baza directivei 92/43 din 1992 referitoare la conservarea habitatelor naturale și a faunei și florei sălbatice pentru a proteja 6 specii de animale.

## Biodiversitate
Situată în ecoregiunea mediteraneană, aria protejată conține 1 habitat natural: Galerii de Salix alba și de Populus alba.
La baza desemnării sitului se află mai multe specii protejate:
- mamifere (1): castor (Castor fiber)
- nevertebrate (3): Gomphus graslinii, Macromia splendens, Oxygastra curtisii
- pești (1): Alosa fallax
- reptile (1): țestoasa de baltă (Emys orbicularis)